# 헝가리 국립은행
헝가리 국립은행(헝가리어: Magyar Nemzeti Bank 머저르 넴제티 번크[*])은 헝가리의 중앙은행이며 은행의 근본적인 목적은 자국 통화 발행과 통화 유동성을 유지하는 것이다. 본점은 부다페스트에 있다. 헝가리의 통화인 헝가리 포린트를 감독하며 공식 환율 및 외화 보유고를 통제한다. 환율은 금의 영향을 받으며 통화 정책도 담당한다.
중장기적 계획을 세워 3% 정도로 인플레이션을 통제하는 계획을 진행 중이며 이는 사실 유럽에서 대개 인플레이션 허용 수치로 여기는 평균치보다는 높은 편이다. 이는 다른 유럽국가들에 비해 물가안정 측면에서 밀리는 부분을 따라잡는 방안을 열어두기 위한 것으로 풀이된다.
헝가리 국립은행장은 총재 추천하에 대통령이 임명하며 6년의 임기를 갖는다. 가장 중요한 정책 결청은 통화 위원회이다. 헝가리 국립은행은 부다페스트의 홀드 가에 위치해 있으며 미국 대사관 바로 옆이다.
헝가리 은행법에 따라 국립은행이 설립됐으며 헝가리 국립은행의 목적은 마땅히 물가유동성을 유지하고 감독하는 것이다. 정책적인 뒷받침을 적절히 사용함으로써 정부의 경제 정책을 지원할 수 있어야 한다고 밝혀져 있다.
헝가리는 원래 2010년께 유로화 도입을 결정해 중앙은행의 힘을 사실상 잃게 돼 있었다. 이에 대해 국립은행의 일원 중 다수가 이를 비판하고 나서면서 헝가리의 경제 발전 속도를 저속화할 것이라고 주장하고 나섰다..

## 같이 보기
- 헝가리의 경제